# Uhrwiller
Uhrwiller (Duits: Uhrweiler) is een gemeente in het Franse departement Bas-Rhin in de regio Grand Est. De gemeente telde 708 inwoners op 1 januari 2022.

## Geschiedenis
De gemeente maakte voor 2015 deel uit van het arrondissement Haguenau en kanton Niederbronn-les-Bains. Op 1 januari 2015 fuseerde het arrondissement met het arrondissement Wissembourg tot het arrondissement Haguenau-Wissembourg. Toen op 22 maart 2015 het kanton werd opgeheven werden de gemeenten ervan opgenomen in het op die dag gevormde kanton Reichshoffen.

## Geografie
De oppervlakte van Uhrwiller bedraagt 11,02 vierkante kilometer; Op 1 januari 2022 was de bevolkingsdichtheid 64,2 inwoners per km².
De onderstaande kaart toont de ligging van Uhrwiller met de belangrijkste infrastructuur en aangrenzende gemeenten.

## Demografie
Onderstaande figuur toont het verloop van het inwonertal.